# DA师
《DA师》是一部以中华人民共和国军事為題材的中华人民共和国电视剧，由中国中央电视台2002年出品。2003年作为央视的开年大戏而播出，并在广东南方电视台同步首播。郑方南执导。由王志文、許晴、巍子、陶慧敏、徐洪浩主演。2007年的《狼煙》是DA師續集。

## 简介
DA是英文Digital Army(数字化部队)的简称。本剧中，解放军组建了一支多兵种混编的數位化合成作战师，代号DA师，故事围绕此而展开。原本中央軍委評定的兩位師長人選，在考核中發現並不適任未來新型戰爭概念，所以後來由資歷較淺的特種兵大隊長龙凯峰出任代理師長，暫時在觀察磨合期中完成DA师編成任務和E5W數位戰場指揮系統的開發，然而事實並不如預計中的順利....。

## 主要演员
- 王志文饰龙凯峰
- 许晴饰林晓燕
- 巍子饰赵梓明
- 陶慧敏饰韩雪
- 张世会饰陆云鹤
- 徐洪浩饰景晓书
- 郭广平饰桂平原
- 翟万臣饰钟元年
- 吴冕饰杨芬芬
- 宁晓志饰王强
- 陈国典饰韩百川
- 侯勇饰高达
- 傅淼饰赵楚楚
- 高兰村饰吴义文